# Corypheae
Corypheae é um tribo de palmeiras da subfamília Coryphoideae da família Arecaceae . A espécie extinta Palaeoraphe está inserida na subtribo Livistoninae.